# 1960-talet

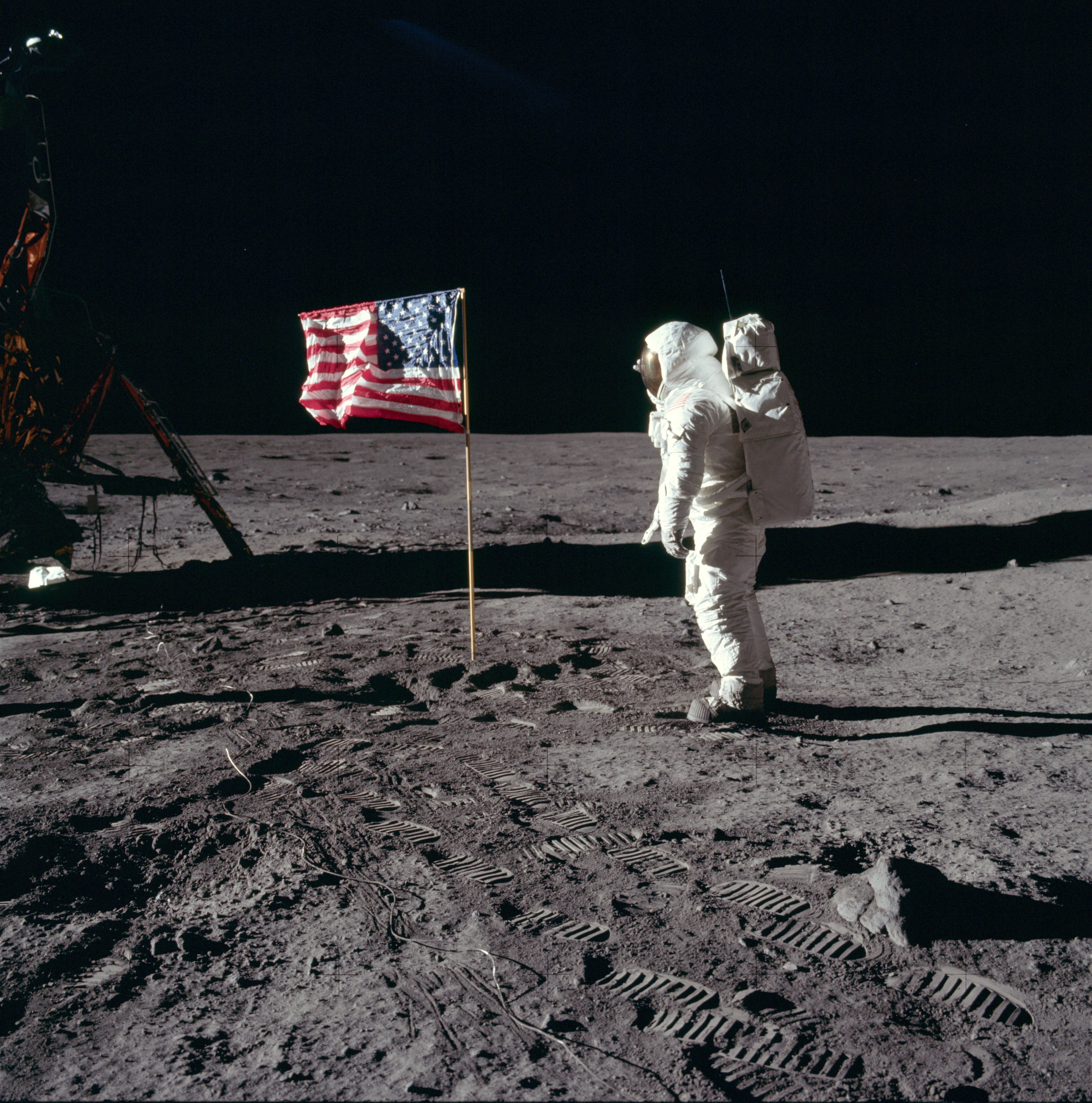
1969 lyckades USA leda rymdkapplöpningen ända till månen.

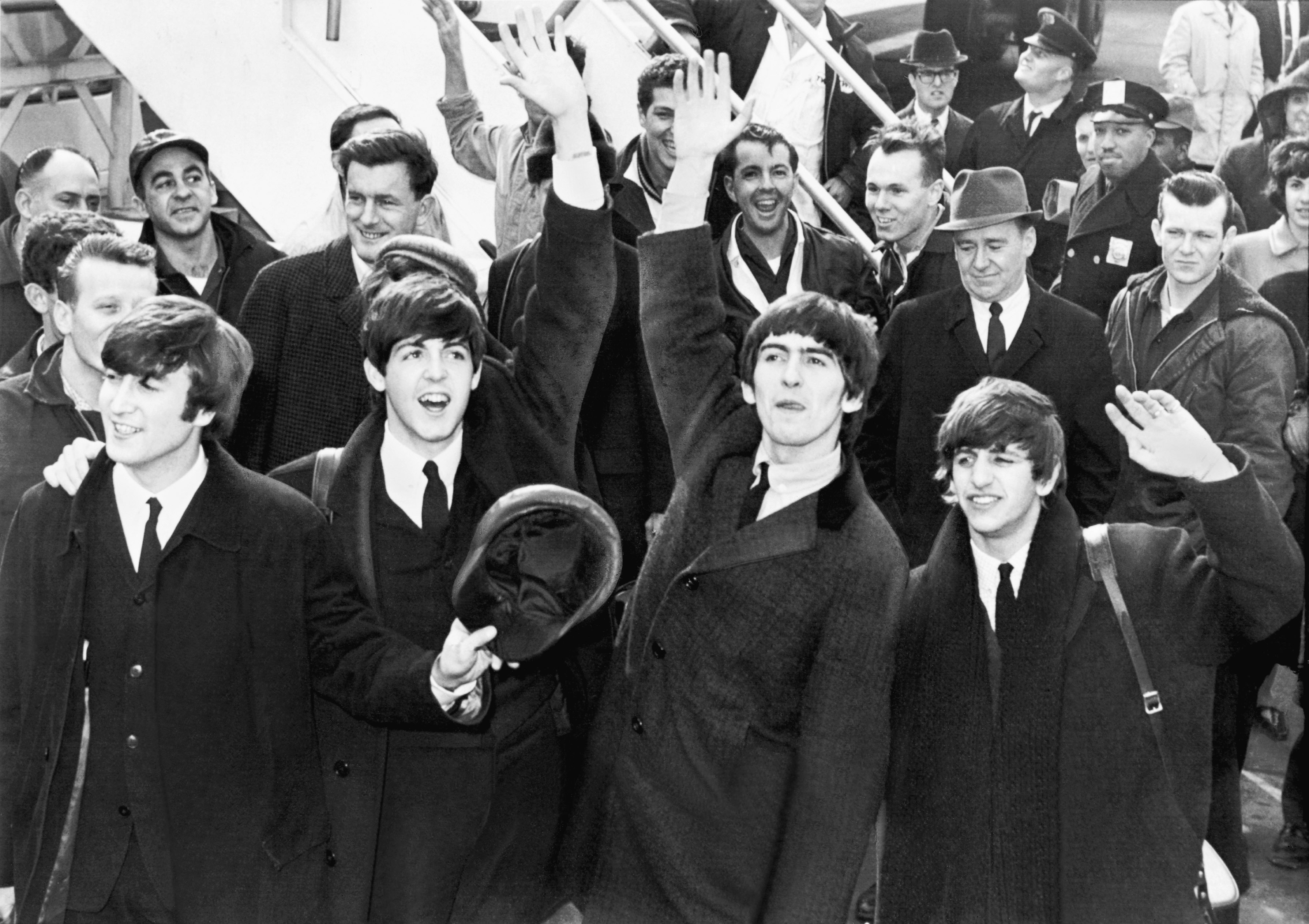
Beatleshysterin blev en viktig del av årtiondet, och tog sig ända till USA, en "brittisk invasion" av det fredligare slaget.

1960-talet, eller i vardagligt tal 60-talet, är ett årtionde inom den kristna tideräkningen mellan 1 januari 1960 och 31 december 1969. Det tidiga 1960-talet präglades, precis som 1950-talet, av stor framstegsoptimism, och omfattande stadssaneringsprojekt genomfördes under dessa år i många svenska städer - under växande kritik, då omfattande rivningar av äldre stadskärnor i regel blev en följd. Teknikens utveckling var på stor framgång. Den brittiska popgruppen The Beatles dominerade populärmusiken. Ett av åren, 1968, präglades av protester bland ungdomar och vänsteraktivister och blev ett symbolår för dessa protester.

## Händelser

### Större händelser
- 13 augusti 1961: Berlinmuren byggs.
- Oktober 1962: Kubakrisen hotar att leda till tredje världskriget.
- 5 juli 1962: Efter ett långt och blodigt frihetskrig blir Algeriet självständigt.
- 11 februari 1963: Den brittiska popgruppen Beatles slår igenom då de lanserar sin andra singel: Please Please Me.
- 22 november 1963: USA:s president John F. Kennedy mördas i Dallas, Texas i USA.
- Juni 1967: Sexdagarskriget mellan Israel och dess grannstater.
- 3 september 1967: Sverige går över till högertrafik.
- 4 april 1968: Den amerikanske medborgarrättskämpen Martin Luther King mördas i Memphis, Tennessee, USA.
- 6 juni 1968: Den amerikanske demokratiske politikern och dåvarande presidentkandidaten Robert Kennedy mördas i Los Angeles, Kalifornien, USA.
- 21 augusti 1968: Warszawapaktsländernas intåg i Tjeckoslovakien krossar Pragvåren.
- 20 juli 1969: amerikanska Apollo 11 genomför den första bemannade landningen på månen.
- 15 augusti 1969: Den amerikanska Woodstockfestivalen drar igång och blir världens mest besökta festival.
- Många kolonier i Afrika fick självständighet från länder som Frankrike och Storbritannien.

### År1960

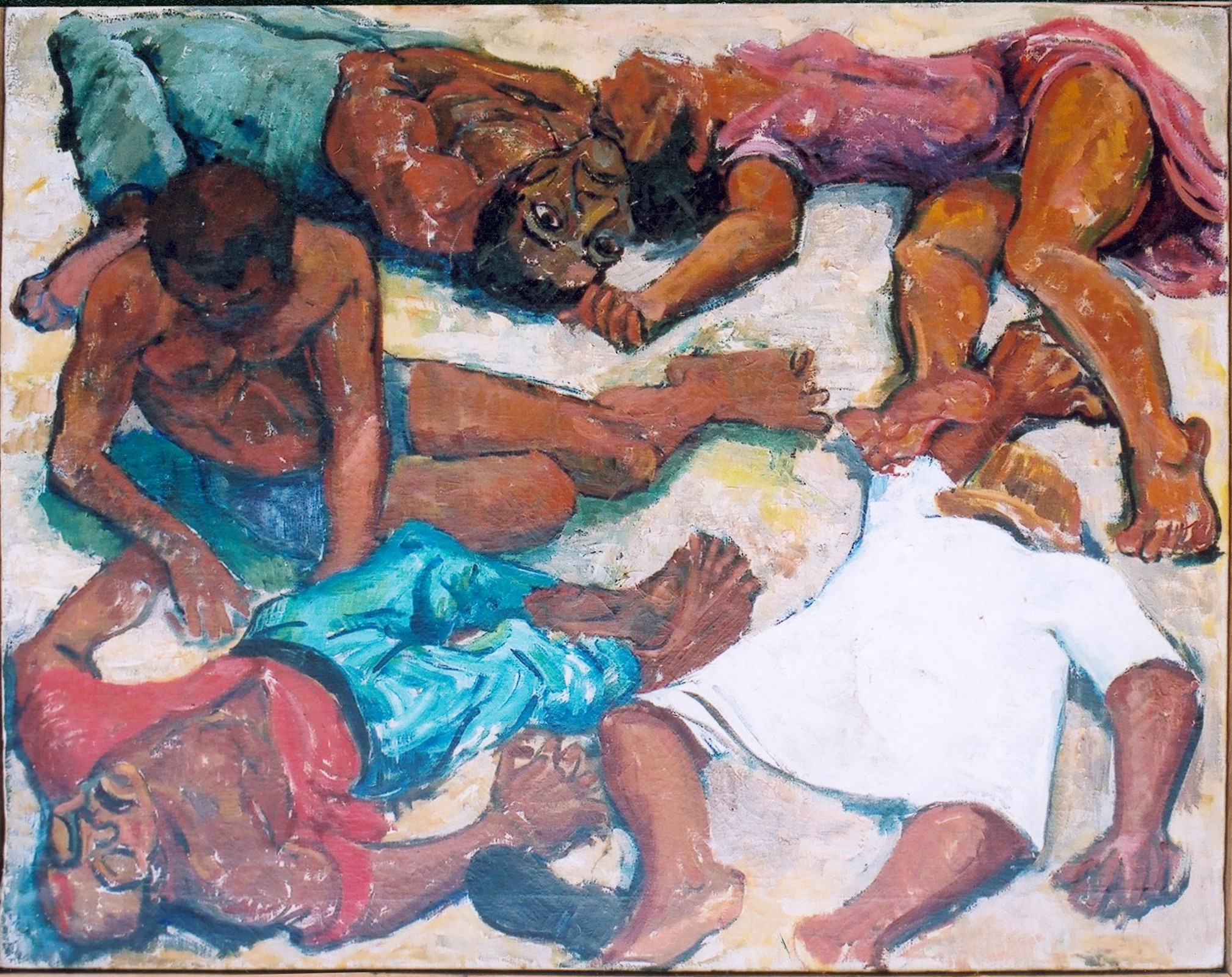
Sharpevillemassakern.

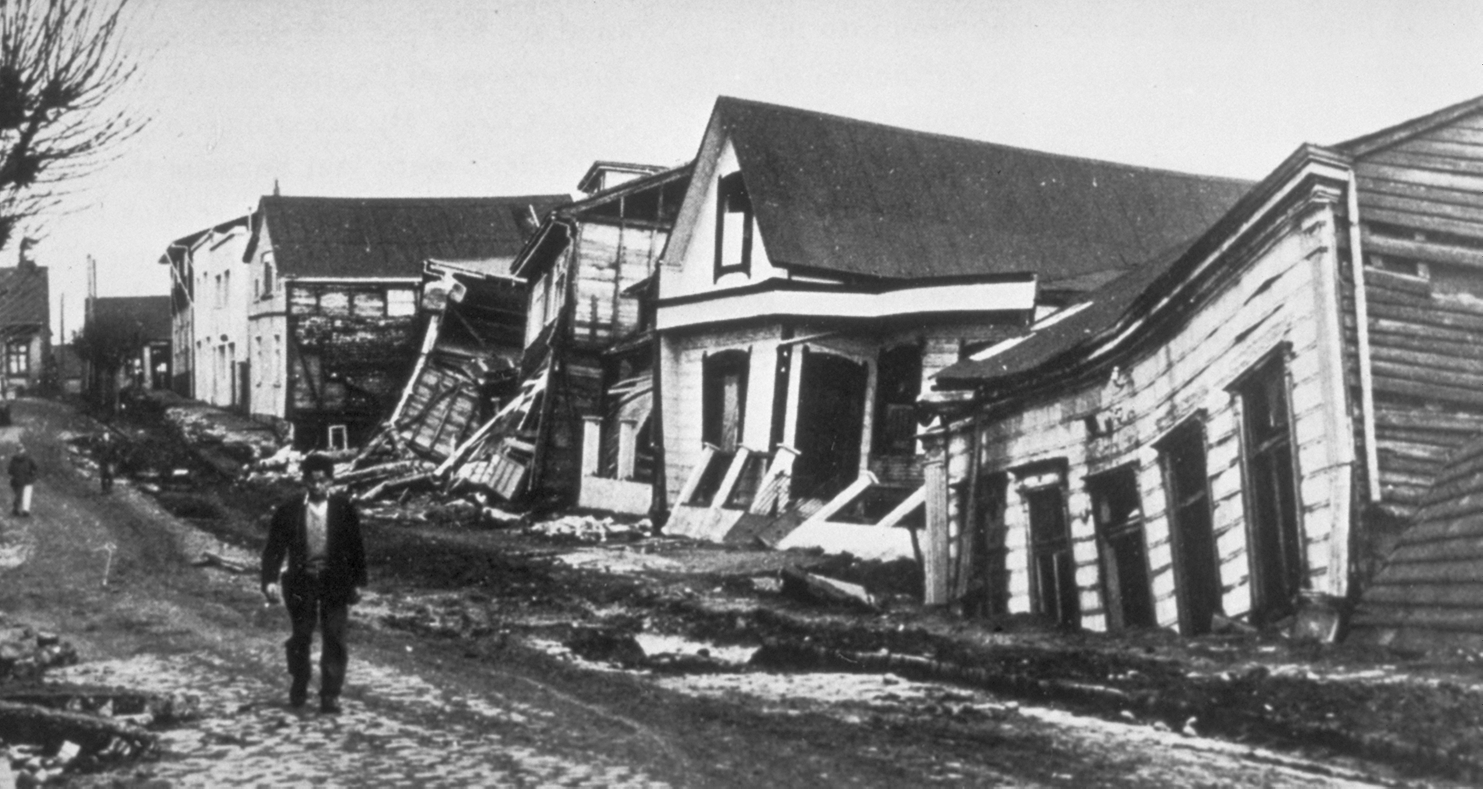
Jordbävningen i Valdivia 1960.

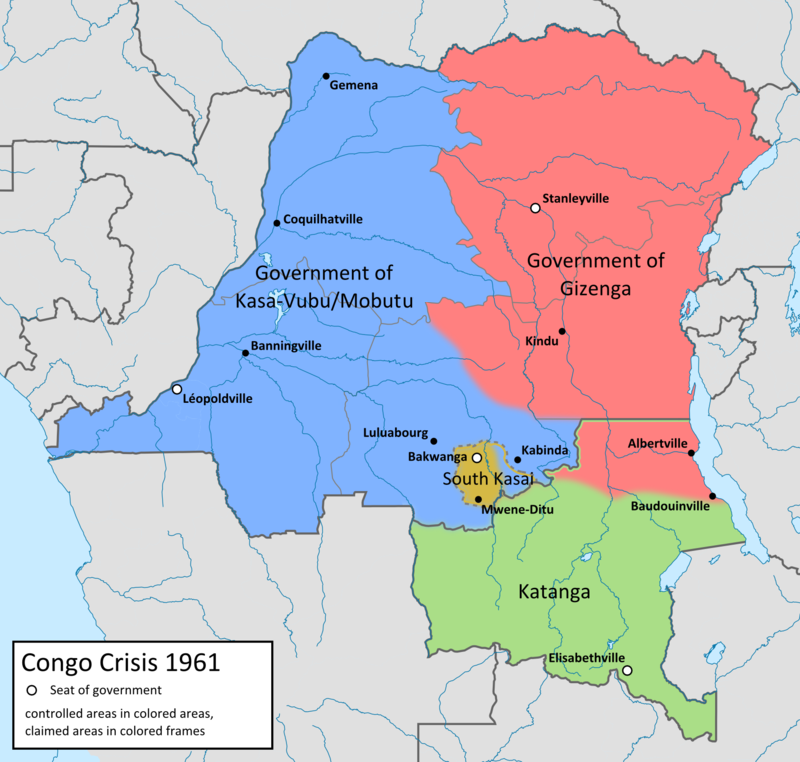
Kongokrisen.

- 5 januari – Storflygplatsen Arlanda utanför Stockholm öppnas för allmän trafik.
- 8 januari – Flera antisemitiska aktioner utförs i Sverige samtidigt med en våg av antisemitiska tilltag i Europa.
- 29 februari – Agadir i Marocko utplånas av en kraftig jordbävning, som kräver 15 000 dödsoffer.
- 21 mars – 69 personer dödas och 180 skadas i den så kallade massakern i Sharpeville där sydafrikansk polis öppnar eld mot obeväpnade svarta demonstranter.
- 1 april – USA skjuter ut världens första vädersatellit, TIROS-1 (Television Infra-Red Observation Satellite), från Cape Canaveral AFS i Florida klockan 06.40 EST.[1][2] Samma kväll introduceras satellitväderprognoser till världen via TV för första gången. Bilderna tas från en höjd av 450 engelska mil.[3]
- 22 maj – En jordbävning, den hittills kraftigaste jordbävningen enligt Richterskalan (9,6) uppmäts i Chile. Den förorsakar att cirka 2 000 personer omkommer vid jordbävningens centrum och ytterligare 250 på grund av tsunamivågor i Japan, Filippinerna, Alaska och Hawaii.
- 30 juni – Belgiska Kongo utropas till självständig stat, i närheten av kung Baudouin av Belgien, och blir Republiken Kongo med Patrice Lumumba som premiärminister. Hans politiske motståndare Joseph Kasavubu blir president.
- 11 juli – Inbördeskrig utbryter i Kongo-Léopoldville när Moïse Tshombe utropar provinsen Katanga som självständig republik.
- 16 augusti – Cypern blir självständigt från Storbritannien efter 88 år.
- 18 augusti – Första p-pillret börjar säljas i USA.
- 3 september – Stockholms högskola blir universitet.
- 18 september – I det svenska andrakammarvalet går socialdemokraterna fram något medan högern för första gången på länge backar. Valdeltagandet är det högsta dittills, 86 %.
- 8 november – Demokraten John F. Kennedy besegrar republikanen Richard Nixon vid presidentvalet i USA, och skapar hopp om en ny politisk era. John F. Kennedy blir därmed den hittills yngste (gäller inför 2012 års val) att väljas till amerikansk president (43 år gammal).
- 24 december – Kalle Anka och hans vänner önskar God Jul, visas för första gången i svensk TV. Den svenska berättarrösten Bengt Feldreich sjunger Ser du stjärnan i det blå?.

### År1961

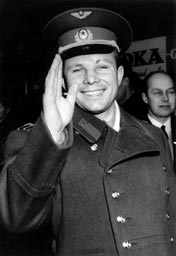
Jurij Gagarin blir den första människan i rymden.

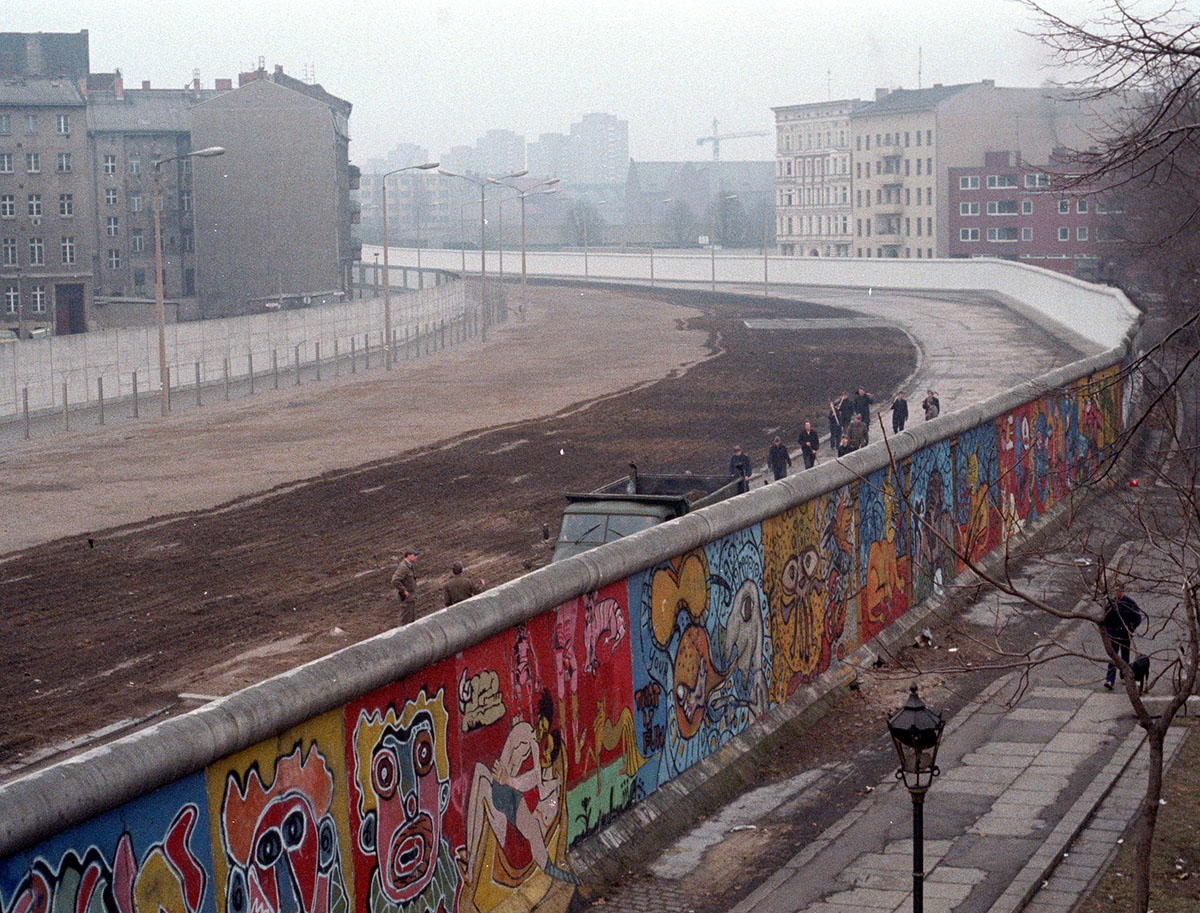
Berlinmuren.

- 21 mars – Brittiska popgruppen Beatles gör sitt första framträdande på Cavern Club i Liverpool.
- 12 april – 27-årige sovjetiske majoren Jurij Gagarin blir den första människan i rymden.
- 17–21 april – Ett invasionsförsök i Grisbukten, Kuba som utförs av exilkubaner med stöd av CIA, slås ner av Fidel Castros trupper.
- 13 augusti – För att stoppa flyktingströmmen till Västberlin börjar östtysk polis och militär bygga en mur runt Västberlin. En enda gränsövergång lämnas öppen, den vid Friedrichstrasse mot amerikanska sektorn.
- 18 september – FN:s svenske generalsekreterare Dag Hammarskjöld omkommer i en flygolycka vid Ndola i Nordrhodesia på väg till Kongo-Léopoldville för fredsmöte med Katangas ledare Moise Tshombe.
- 25 oktober – Östtyska folkpolisen skärper kontrollen av civila som passerar gränsstationen Friedrichstraße i Berlin. Som svar rullar britter och amerikaner fram stridsvagnar. Se Berlinmuren.

### År1962

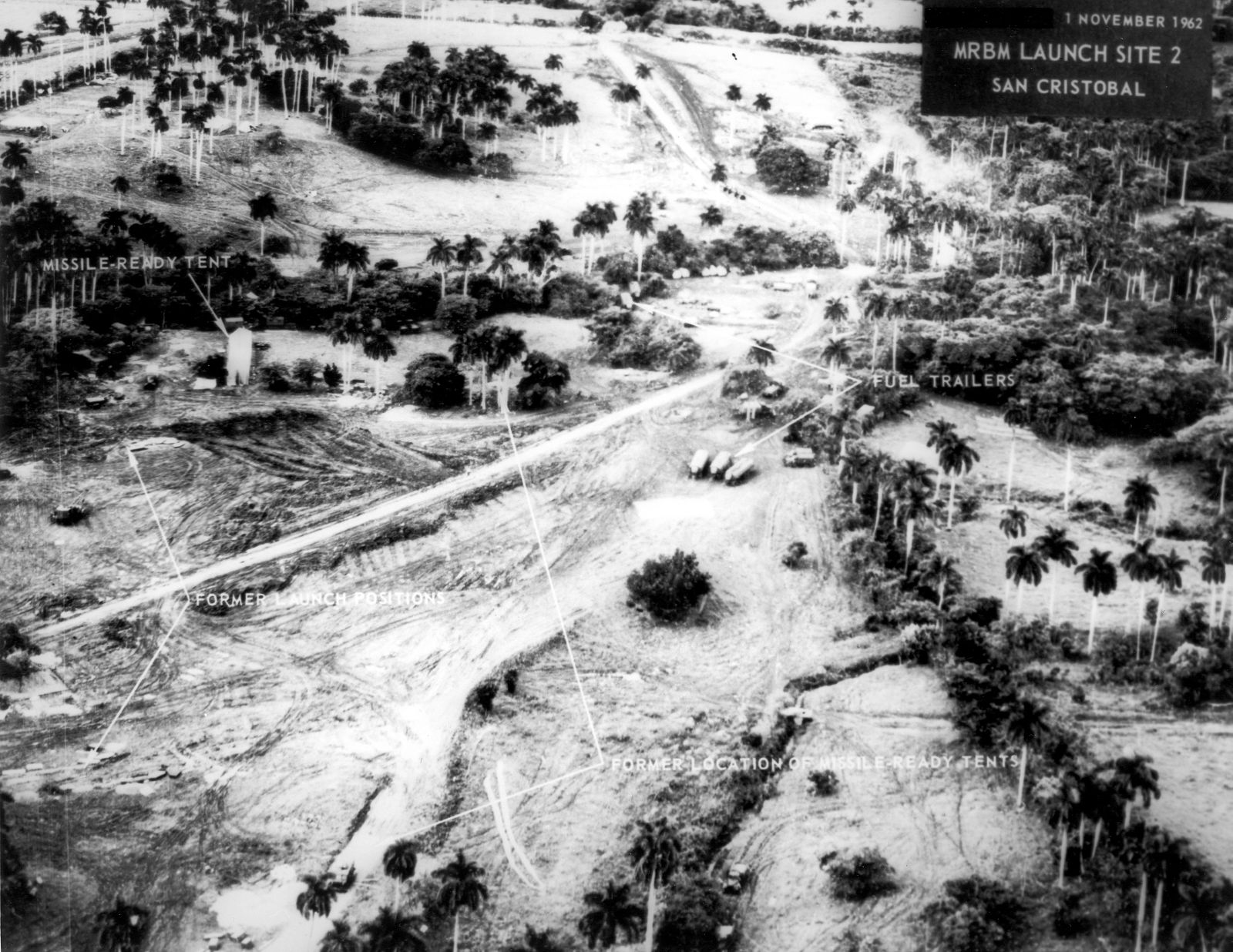
Kubakrisen.

- 5 januari – Det första albumet där Beatles spelar, My Bonnie, utgivet av "Tony Sheridan and the Beat Brothers" (inspelat i juni föregående år i Hamburg), släpps på skivmärket Polydor i Storbritannien.[4][5]
- 1 april - Stockholms nya internationella storflygplats Arlanda invigs.
- 23 maj – Sveriges riksdag beslutar, efter 13 års försök med enhetsskola, att på sikt definitivt införa nioårig grundskola i Sverige, uppdelad på låg-, mellan- och högstadium som ersätter 6-årig folkskola. Man inför även en sifferbetygskala med betygen 1-5  samt läroplanen Lgr 62. Man inför också en skollag och skolstadga, gemensam för alla svenska skolformer.
- 25 maj – Rockbandet The Rolling Stones bildas i London
- 31 maj – Dömde tyske krigsförbrytaren Adolf Eichmann avrättas av Israel genom hängning i Jerusalem.
- 3 juli – Algeriet blir självständigt från Frankrike efter flera års oroligheter, med Ben Bella som regeringschef då över 99 % av befolkningen röstat för oberoende.
- 23 juli – Med amerikanska kommunikationssatelliten Telstar sänds det första per satellit direktsända utbytet av TV-program mellan USA och Europa och innehåller scener från Lappland.
- 22 oktober – Efter att ha upptäckt raketbaser byggda i Sovjetunionen i Kuba inleder USA:s president John F. Kennedy en blockad mot Kuba, och kräver att baserna rivs. Sovjetiska fartyg är på väg. John F. Kennedy berättar i ett TV-tal för det amerikanska folket att man funnit raketbaserna. Han säger också, att ett raketanfall från Kuba mot något land på västra halvklotet skall betraktas som ett anfall av Sovjet mot USA.
- 28 oktober – Kubakrisen tar slut, då Sovjetunionens ledare Nikita Chrustjov meddelar att missilerna tas bort från Kuba.
- 6 november – FN:s generalförsamling röstar genom en resolution, som uppmanar medlemsstaterna att upphöra med militärt och ekonomiskt samarbete med Sydafrika på grund av den rasistiska apartheid-politiken i landet.

### År1963

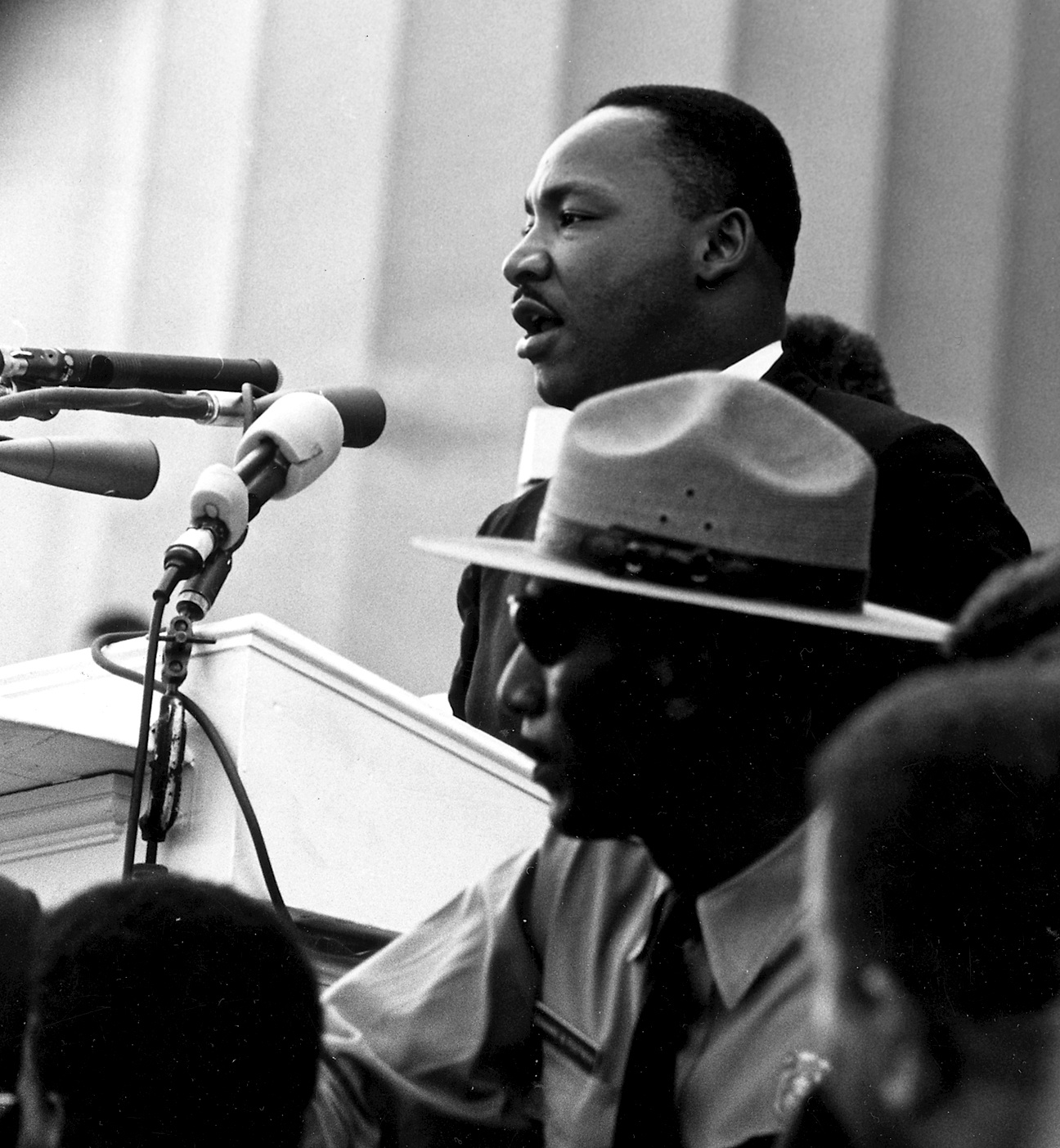
Pastor Martin Luther King håller sitt berömda tal I Have a Dream i Washington, DC där 200 000 personer protesterar mot rasdiskrimineringen

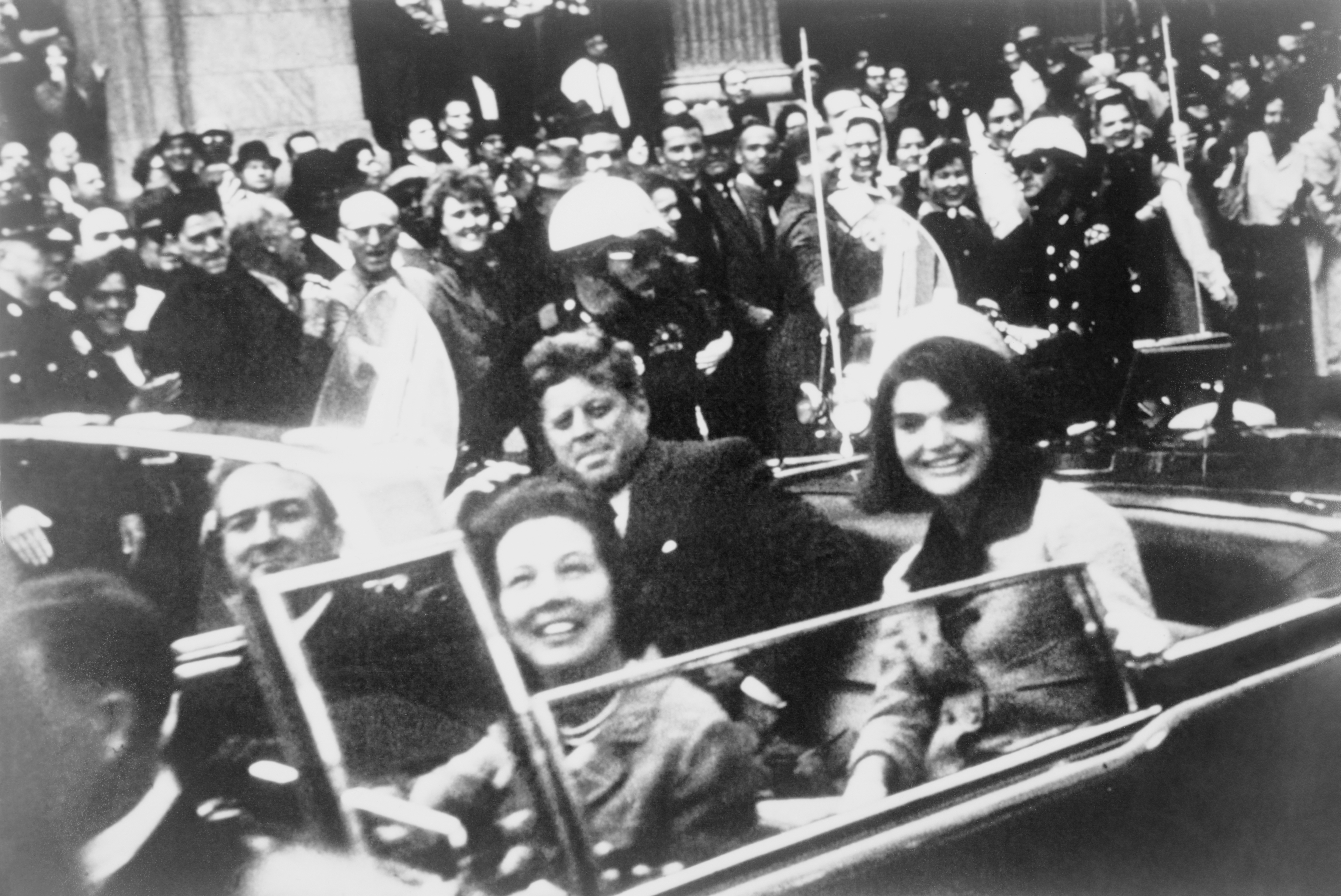
Skotten i Dallas.

- 11 januari – Amerikas första diskotek, Whisky a Go Go, öppnar i Los Angeles.
- 9 februari – Flygplanet Boeing 727 gör sin första flygning.
- 28 februari – En strejk utbryter på Vin- och spritcentralen, vilket först föranleder ransonering och sedan stängning av Systembolagsbutiker över hela Sverige. Strejken varar till mitten av april.
- 22 mars – Brittiska popgruppen The Beatles släpper sitt första album, Please Please Me, som spelades in på enda dag i Abbey Road-studion i London den 11 februari 1963.
- 29 april – Den första James Bond–filmen, Agent 007 med rätt att döda (Dr. No), har svensk biopremiär, Sean Connery spelar James Bond.
- 3 maj – Sveriges riksdag antar en lag om fyraveckorssemester.
- 7 juni – De första knapptelefonerna installeras i Sverige.
- 25 juni – Den största spionaffären i Sveriges historia avslöjas i och med att flygvapenöversten Stig Wennerström (flygattaché vid Försvarets kommandoexpedition och tidigare verksam i Moskva och Washington, DC) häktas av svensk polis. Han har haft tillgång till många militära fakta och är misstänkt för mångårigt spioneri för Sovjets räkning. Wennerström döms till livstids straffarbete. Wennerströmaffären vållar inrikespolitisk debatt och leder till tillsättandet av en juristkommission och en parlamentarisk kommission, som skall utreda handläggandet av fallet.
- 26 juli – Ett jordskalv i staden Skopje, Jugoslavien kräver över 1 000 dödsoffer. 4/5 av staden förstörs .
- 28 augusti – Pastor Martin Luther King håller sitt berömda tal I Have a Dream i Washington, DC där 200 000 personer protesterar mot rasdiskrimineringen.
- 14 november – Vid ett vulkanutbrott utanför Island uppstår en ny ö ur havet.
- 22 november – USA:s president John F. Kennedy mördas i Dallas, Texas, 46 år gammal. Omedelbart efter att Kennedys död tillkännagivits, svärs vicepresidenten Lyndon B. Johnson in som hans efterträdare. Lee Harvey Oswald, en före detta marinkårssoldat, grips samma dag misstänkt för mordet.
- 24 november – Den för mordet på president Kennedy anklagade Lee Harvey Oswald skjuts ner av nattklubbsägaren Jack Ruby i polishusets källare i samband med förflyttning till Dallas statsfängelse. Mordet bevittnas av miljoner TV-tittare i ett direktsänt program.

### År1964
- 12 januari – Monarkin störtas vid en statskupp i Zanzibar.
- 9 februari – The Beatles framträder i The Ed Sullivan Show och får därmed sitt genombrott i USA.
- 17 april – Ford Mustang presenteras för allmänheten vid Världsutställningen i New York.
- 15 maj – Försäljning av P-piller tillåts i Sverige efter beslut av Medicinalstyrelsen.
- 3 november – Sittande demokraten Lyndon B. Johnson besegrar republikanske Arizonasenatorn Barry Goldwater vid presidentvalet i USA i en jordskredsseger.
- 20 november – Ett ordinarie flygplan från Linjeflyg på väg från Stockholm havererar vid inflygning till Ängelholm, varvid 31 personer omkommer, och 12 överlever i Sveriges dittills allvarligaste flygolycka.

### År1965

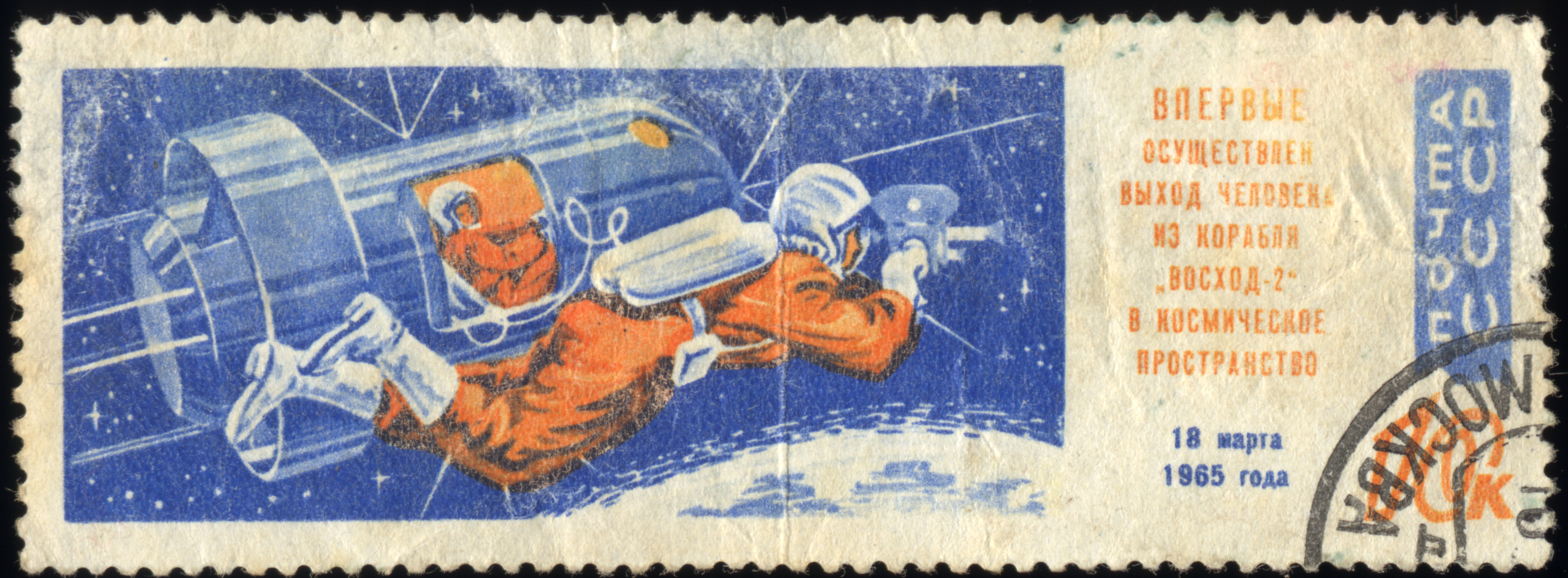
Aleksej Leonov.

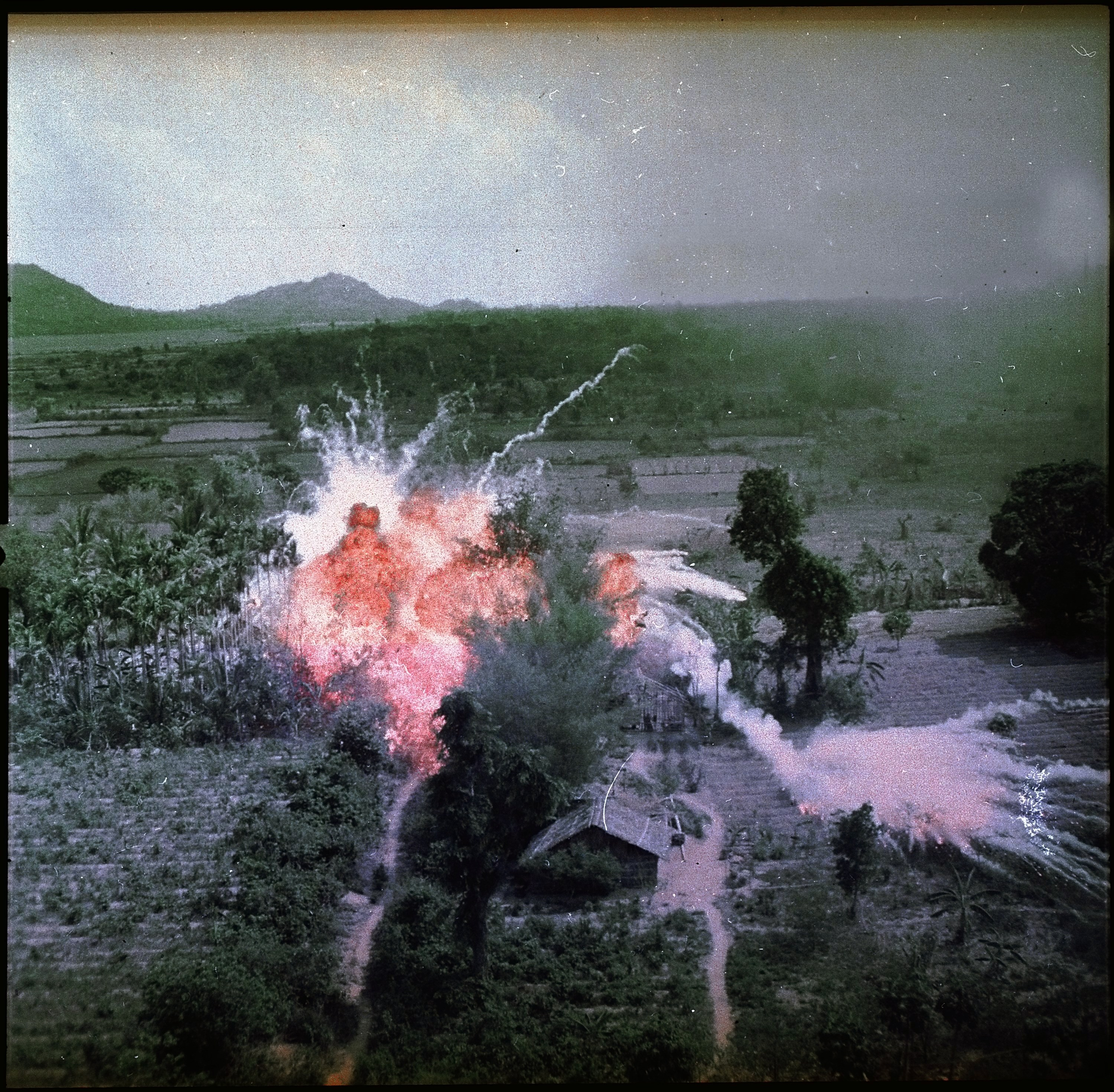
Napalm används i Vietnamkriget

- 7 februari – USA trappar upp Indokinakonflikten med bombanfall mot FNL-rörelsens försörjningslinjer i Nordvietnam och Laos då FNL anfallit amerikanska soldater i Sydvietnam.
- 8 mars
  - Kosmonauten Aleksej Leonov blir den förste människan att genomföra en rymdpromenad.
  - De första trupperna från USA anländer till Vietnam.
- 27 maj – Kolmårdens djurpark utanför Norrköping invigs och de många exotiska djuren visas upp i Kolmårdsnaturen för första gången.
- 21 augusti – De så kallade Hötorgskravallerna utbryter i Stockholm då tusentals unga så kallade "mods" slår sönder fönster och slåss med polisen. Modsen är långhåriga och klädda i amerikanska arméjackor.
- 1 oktober – Mellanöl med en alkoholhalt på 3,6 % börjar säljas i svenska livsmedelsbutiker och blir succé, särskilt bland ungdomar.

### År1966
- 26 mars – Omkring 2 000 personer demonstrerar i Stockholm mot USA:s krigföring i Indokina.
- 30 juni – I Sverige omvandlas de statliga högre allmänna läroverken till kommunala gymnasier.
- 21 augusti - En miljon rödgardister paraderar förbi Mao Zedong i Peking, där Kulturrevolutionen pågår med "Maos lilla röda" som rättesnöre.
- 24 september – Esrange, den första permanenta basen på svensk mark för civila forskningsraketer, invigs vid Vittangi älv öster om Kiruna.
- 20 oktober – 50 000 gymnasieelever och 15 000 högskolestuderande i Sverige ställs utan ordinarie undervisning under strejk och lockout bland SACO-anslutna lärare då den nio dagar långa konflikten utvidgas med att 20 800 lärare, och varar i två veckor.
- 8 november – Nya Älvsborgsbron i Göteborg, Sveriges största hängbro, invigs av Sveriges kommunikationsminister Olof Palme.

### År1967

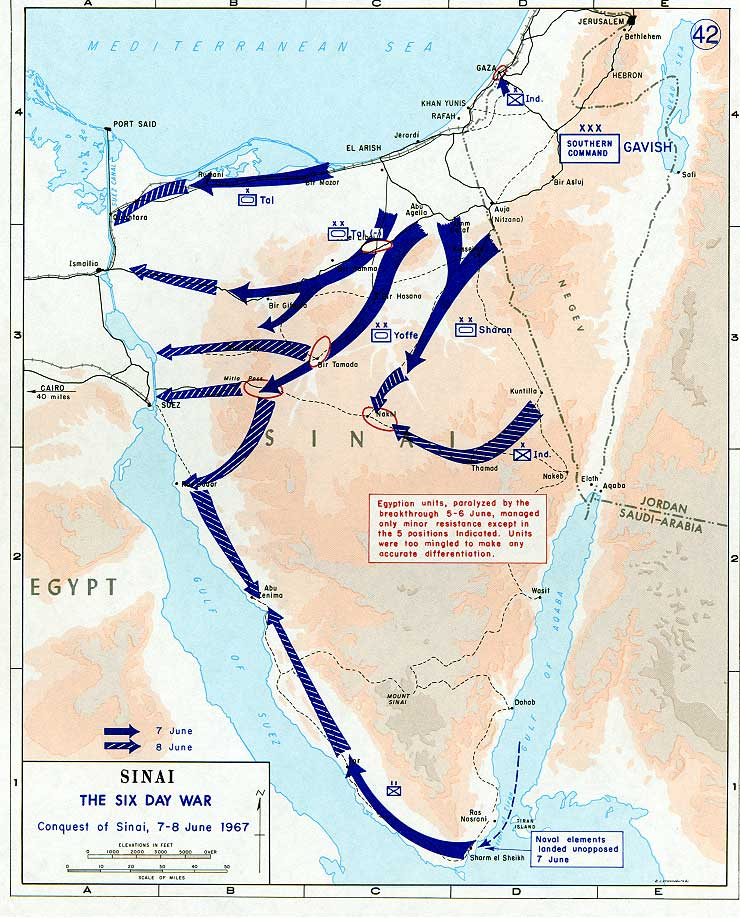
Sexdagarskriget.

- 27 januari – Sovjetunionen, USA och Storbritannien sluter avtal om världsrymdens fredliga utnyttjande.
- 12 maj
  - Kaknästornet i Stockholm, varifrån TV-sändningar skall ske, invigs och är Nordens högsta byggnad med sina 155 meter.
  - I Sverige bildas Statens naturvårdsverk, som ansvarar för natur-, vatten- och luftvård, genom sammanslagning av Statens naturvårdsnämnd och Statens vatteninspektion. Dess första uppgift är att ta fram underlag till ny lagstiftning mot föroreningar av luft och vatten.
- 5 juni - Sexdagarskriget inleds när Israel anfaller Egypten och bland annat lyckas erövra Västbanken och Sinaihalvön. Israels armé under Moshe Dayan erövrar stora landområden.
- 10 juni – Sexdagarskriget är över.

Sverige inför högertrafik.

- 3 september – Klockan 05:00 går Sverige över till högertrafik efter flera års förberedelser och trafiksäkerhetspropaganda. Förberedelserna tog fyra år, och kostade omkring 600 miljoner SEK. Trafikomläggningen övervakas av 8 000 poliser och värnpliktiga, och under övergångsnatten arbetar 20 000 personer med att anpassa 350 000 vägtrafikmärken för högertrafiken.
- 3 december – Världens första hjärttransplantation genomförs på ett sjukhus i Kapstaden i Sydafrika, och leds av professor Christiaan Barnard.

### År1968

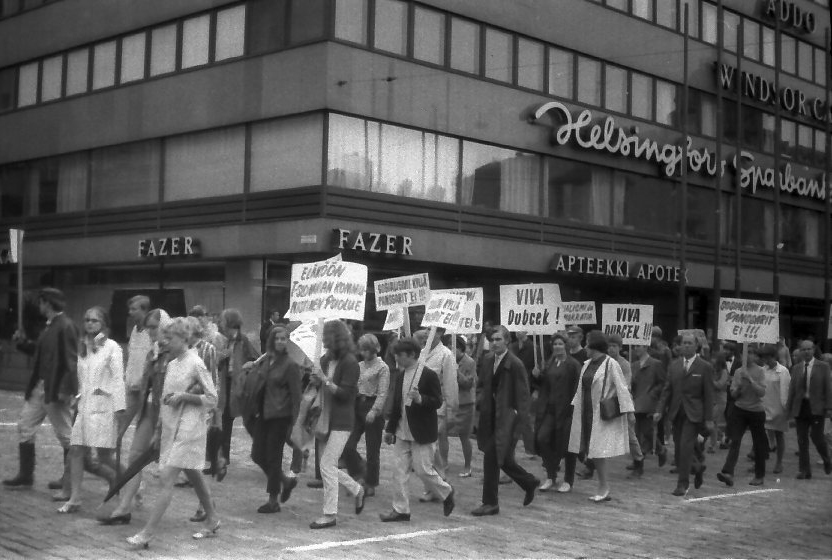
Pragvåren.

- 31 januari – Nordvietnam inleder den så kallade Tet-offensiven.
- 21 februari – Sveriges utbildningsminister Olof Palme deltar i en demonstration i Stockholm tillsammans med Nordvietnams Moskva-ambassadör och håller ett tal där USA kritiseras för sin krigföring i Indokina. Olof Palme hävdar i sitt tal att kriget är ett hot mot demokratin.
- 19 mars – Sveriges regering föreslår femdagarsveckor i Sveriges skola från höstterminen 1968, beslut fattas i Sveriges riksdag senare under året. Flera svenska kommuner har redan infört det, men nu skall den omfatta hela Sverige.
- 8 april – Tjeckoslovakiens nya regering och kommunistpartiets ledare Alexander Dubcek lovar omfattande demokratiseringar och ett närmande till väst.
- 4 april – Martin Luther King blir ihjälskjuten i Memphis, Tennessee, den misstänkte mördaren James Earl Ray grips i London.
- 5 juni – 42-årige senatorn Robert Kennedy, som kandiderar för att bli vald som demokratisk presidentkandidat, blir skjuten i Los Angeles och avlider dagen därpå. Polisen griper Jordanien Sirhan Sirhan, som misstänks för mordet.
- 20 augusti – Warszawapaktens styrkor invaderar tillsammans Tjeckoslovakien och stoppar det tjeckoslovakiska försöket att skapa "socialism med mänskligt ansikte". Partichefen Alexander Dubcek förs till Moskva.
- 15 september – I det sista svenska andrakammarvalet får Socialdemokraterna för första gången sedan andra världskriget egen majoritet. Centern blir största oppositionsparti. Valdeltagandet slår rekord (88,7%). Vänsterpartiet erbjuder plats på sina vallistor för utomparlamentariska vänsterorganisationer. Man erbjuder Socialdemokraterna samverkan i kritiska valkretsar, vilket avböjs av dem.
- 2 oktober – Ett stort antal demonstranter dödas av militär i Tlatelolcomassakern i Mexiko, tio dagar före invigningen av Olympiska spelen i Mexico City.[6]
- 1 november – USA slutar bomba Nordvietnam.
- 5 november – Republikanen Richard Nixon besegrar demokraten Hubert Humphrey vid presidentvalet i USA, samt American Independent Partys George Wallace.
- 24 december - Den amerikanske astronauten William Anders fotograferar jorden från månens omloppsbana. Bilden får namnet Earthrise ("Jorduppgång").

### År1969

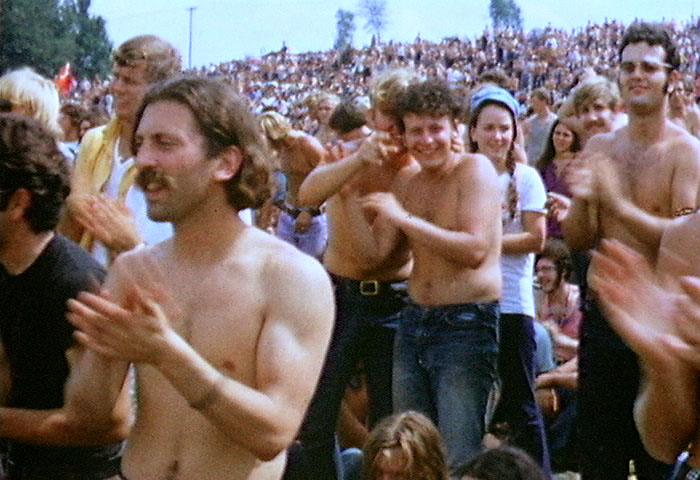
Woodstockfestivalen.

- 30 januari – Popgruppen The Beatles gör sitt sista offentliga framträdande, den berömda takkonserten.
- 8 februari – TV-serien om Pippi Långstrump börjar sändas i Sveriges Radio-TV och blir genast en tittarsuccé.
- 2 mars - Brittisk-franska överljudsflygplanet Concorde provflygs.
- 20 juli - Människan landar för första gången på månen genom amerikanska Apollo 11. Neil Armstrong lämnar månlandaren Eagle och klättrar som första människa ned på månens yta.  Med sig har man en Hasselbladskamera för att dokumentera det hela. Neil Armstrong yttrar de berömda orden "That's one small step for (a) man ... but (a) giant leap for mankind" ("Det är ett litet steg för en människa, men ett stort språng för mänskligheten")
- 15–17 augusti – Woodstockfestivalen äger rum i New York, USA och samlar 400 000 besökare.
- 1 september – Officerare ledda av Muammar Khadaffi störtar kung Idris I av Libyen och skapar en islamisk socialistisk republik.
- 1 oktober – Tage Erlander avgår efter 23 år som svensk statsminister och socialdemokratisk partiledare. Olof Palme efterträder honom på partiledarposten samma dag.
- 5 december – Sveriges Radio-TV startar Sveriges andra TV-kanal, TV 2, som börjar sändas.

## Födda
- Morgan Alling, svensk skådespelare.
- Anthony Kiedis, sångare i Red Hot Chili Peppers.
- Bono, sångare i U2.
- Eva Dahlgren, sångare.
- Sean Penn, amerikansk skådespelare.
- Diego Maradona, argentinsk fotbollsspelare.
- Wayne Gretzky, "the Great One", kanadensisk hockeyspelare.
- Gunde Svan, svensk skidåkare.
- Thomas Bodström, socialdemokratisk tidigare justitieminister.
- Tom Cruise, amerikansk skådespelare.
- Pär Nuder, socialdemokratisk tidigare finansminister.
- Johnny Depp, amerikansk skådespelare.
- Whitney Houston, amerikansk sångare.
- Brad Pitt, amerikansk skådespelare.
- Dan Brown, amerikansk författare.
- Dominik Hasek, tjeckisk ishockeymålvakt.
- Fredrik Reinfeldt, svensk statsminister.
- Jan-Ove Waldner, pingisspelare.
- Mike Tyson, amerikansk tungviktsboxare.
- Carola Häggkvist, svensk sångare och låtskrivare
- Adam Sandler, amerikansk komiker, skådespelare och sångare.
- Kurt Cobain, ikonisk sångare i Nirvana.
- Nicole Kidman, australisk skådespelare.
- Pamela Anderson, amerikansk skådespelare.
- Trey Parker, amerikansk regissör, manusförfattare, skådespelare, röstskådespela och musiker.
- Celine Dion, kanadensisk sångare.
- Kylie Minogue, australisk sångare.
- Michael Schumacher, tysk racerförare.
- Lukas Moodysson, filmregissör.
- Anders Jansson, skådespelare, filmregissör.
- Barack Obama, USA:s 44:e president.
- Axl Rose, frontman och sångare i det legendariska amerikanska bandet Guns N' Roses.
- James Hetfield, Frontman och sångare i Metallica.

## Avlidna
- 1961 - Ernest Hemingway, amerikansk författare.
- 1961 - Dag Hammarskjöld, Generalsekreterare i FN. Flygolycka.
- 1962 - Adolf Eichmann, tysk nazist, arkitekt bakom Förintelsen.
- 1962 - Marilyn Monroe, amerikansk skådespelare.
- 1963 - John F. Kennedy, amerikansk president (mördad).
- 1964 - Ian Fleming, James Bonds författare.
- 1964 - Karl Gerhard, svensk revyartist, författare, skådespelare och teaterdirektör.
- 1964 - Douglas MacArthur, amerikansk general.
- 1964 - Karl Gerhard, svensk revyartist.
- 1965 - Winston Churchill, brittisk premiärminister under Andra Världskriget.
- 1966 - Walt Disney, amerikansk animatör, skapare av Kalle Anka och Musse Pigg.
- 1967 - Robert Oppenheimer, amerikansk kärnfysiker, "atombombens fader",
- 1967 - Konrad Adenauer, västtysk förbundskansler.
- 1967 - Che Guevara, socialistisk martyr, rebell och tidlös vänsterhjälte.
- 1968 - Jurij Gagarin, sovjetisk kosmonaut, första människan i rymden.
- 1968 - Martin Luther King, ledargestalt för den svarta medborgarrättsrörelsen i USA (mördad).
- 1968 - Jan Johansson, jazzmusiker.
- 1968 - Enid Blyton, brittisk ungdomsboksförfattare.
- 1969 - Dwight D. Eisenhower, amerikansk överbefälhavare under Andra Världskriget och president.
- 1969 - Ho Chi Minh, vietnamesisk kommunistledare.
- 1969 - Sharon Tate, amerikansk skådespelerska, gift med Roman Polanski, mördad av Charles Mansons gäng.
- 1969 – Judy Garland, amerikansk skådespelare och sångare.
- 1969 - Brian Jones, skapare av rockbandet The Rolling Stones. Drunknade i sin egen swimmingpool.